# Binghamiopsis
Binghamiopsis, monotipski rod crvenih algi iz porodice Lomentariaceae, dio reda Rhodymeniales. Jedina vrsta je B. caespitosa, morska alga uz obale Kalifornije i Meksika. Tipski lokalitet je Cypress Pt. u okrugu Monterey u Kaliforniji.